# ZPCH
ZPCH is een zwemvereniging in de Nederlandse stad Hoofddorp. De vereniging is opgericht op 18 november 1955. In die tijd werd er nog in het Dr. Nanningabad gezwommen, een natuurbad in de buitenlucht. Op dit moment heeft de ZPCH activiteiten in diverse zwembaden in de omgeving.

## Afdelingen
Naast diplomazwemmen en zwemvaardigheid zijn er drie sportafdelingen:
- Waterpolo
- Wedstrijdzwemmen
- Synchroonzwemmen

### Waterpolo
De afdeling waterpolo is met 170 spelende leden de grootste sportafdeling binnen de ZPCH. 
De afdeling waterpolo bestaat sinds 1973. Het eerste kampioenschap werd al in 1975 binnengehaald. Ondanks dit succes was de afdeling, na een aanvankelijk snelle groei, in 1978 alweer bijna ter ziele. In 1984 is een tweede start gemaakt. Midden jaren 90 hing het voortbestaan van de waterpoloafdeling van ZPCH weer aan een zijden draadje. Na verbetering van de trainingstijden ging het veel beter met ZPCH-waterpolo. Sinds 2000 is er vooral bij de jeugd een enorme groei geweest en is de ZPCH nu een van de grootste waterpoloverenigingen in de regio.

### Synchroonzwemmen
Bij het synchroonzwemmen is de ZPCH-ploeg, bestaande uit Christel de Kock, Igna Vermeulen, Rynske Keur, Romy Keur, Melania Ebrahimi, Roelie Ootes, Christina Maat, Nienke Grun en Bojoura Spaargaren, Nationaal Kampioen van Nederland geworden in 2012.